# 岸惠子
岸惠子（日语：／ Kishi Keiko，1932年8月11日—），女，神奈川县出身，日本演员。曾获得日本電影學院獎最佳女主角、蓝丝带奖最佳女主角等奖项。